# فاليف

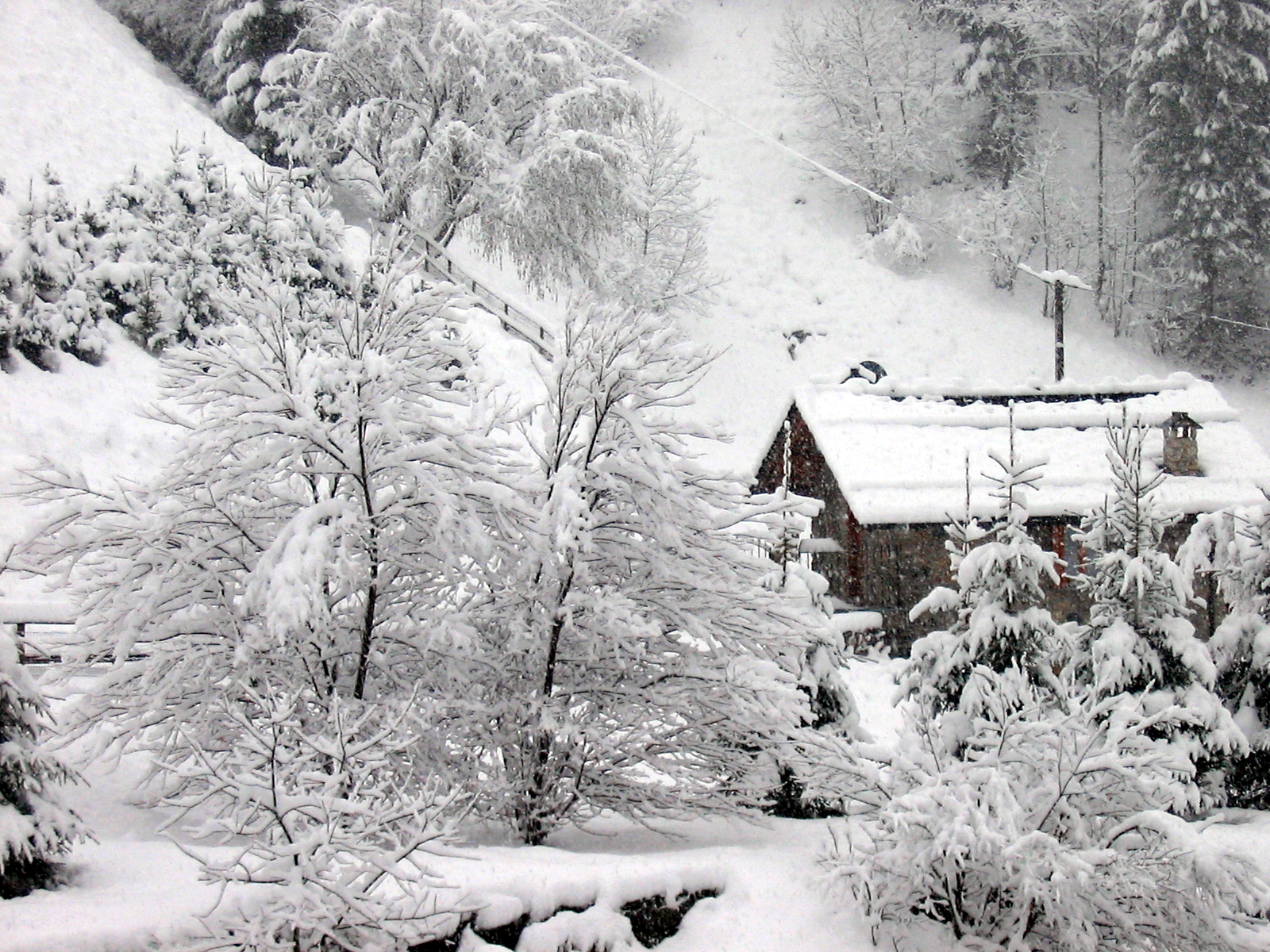
فاليف في الشتاء

فاليف هي قرية في مقاطعة بيرغامو بمنطقة لومبارديا الإيطالية، وتقع على بعد حوالي 80 كيلومتر (50 ميل) شمال شرق ميلانو وحوالي 40 كيلومتر (25 ميل) شمال بيرغامو . حتى 31 ديسمبر 2004، كان عدد سكانها 145 نسمة ومساحتها 14.9 كيلومتر مربع (5.8 ميل2).
بلدية فاليف تحتوي على فراتسيوني (التقسيم الفرعي) سان سيمون.
تقع فاليف على حدود البلديات التالية: برانزي وكارونا وفوبولو وميزولدو والغرينية وتارتانو.